# شو گوکیو
شو گوکیو (انگلیسی: Sho Gokyu؛ زادهٔ ۱۱ ژوئن ۱۹۸۳) بازیکن فوتبال اهل ژاپن است.
از باشگاه‌هایی که در آن بازی کرده‌است می‌توان به باشگاه فوتبال سرزو اوساکا اشاره کرد.